# Trstěnice (ort i Tjeckien, Södra Mähren)
Trstěnice är en ort i Tjeckien.   Den ligger i regionen Södra Mähren, i den sydöstra delen av landet, 180 km sydost om huvudstaden Prag. Trstěnice ligger 267 meter över havet och antalet invånare är 569.
Terrängen runt Trstěnice är lite kuperad. Runt Trstěnice är det ganska glesbefolkat, med 50 invånare per kvadratkilometer. Närmaste större samhälle är Znojmo, 18,1 km sydväst om Trstěnice. Trakten runt Trstěnice består till största delen av jordbruksmark.